# 장준호 (자동차 경주 선수)
장준호(2005년 6월 1일 ~)는 대한민국의 레이싱 카트 자동차 경주 선수이다.

## 가족 관계
- 조부 : 장진우 (한국JCI 제천청년회의소 20대 회장 역임)
- 조모 : 이연규 (제천시 여성단체협의회 5대 회장 역임)
- 아버지 : 장현진 (서한GP 소속 자동차 경주 선수)

## 챔피언
- 2022 현대 N 페스티벌 아반테컵 N1클래스 AM
- 2021 현대 N e페스티벌 주니어컵
- 2019 KARA KART 챔피언쉽 주니어 클래스
- 2019 KIC컵 로탁스 챔피언쉽 주니어 클래스

## 생애
본관은 단양이며, 태사공파 38대손이다. 2005년 6월 1일 대한민국 충청북도 제천시에서 출생했으며, 현재 경기도 수원시에 거주한다.
어릴적부터 대한민국 선수권 대회인 슈퍼레이스 최고 클래스에 출전하는 자동차 경주 선수가 직업인 아버지(장현진)의 영향력에 자연스럽게 자동차와 자동차 경주에 관심을 갖게되었다.
2016년 초등학교 5학년 시절 TV방송에서 자동차 경주와 레이싱 카트주행을 보고, 부모님을 설득하여 파주스피드파크에서 레이싱 카트를 처음 경험하게 되었고, 그 후 피노카트 레이싱팀에 입단하여 레이싱 카트자동차 경주 선수로 입문했으며, 당해년도 공인대회 ROTAX CUP에 처음 출전하며 데뷔하게 되었다.
중학교 진학부터는 각종 국내 선수권 대회 및 해외 국제 선수권 대회를 대한민국 대표 선수로 출전하며, 대한민국을 대표하는 자동차 경주 선수, 카레이서, 자동차공학도를 꿈꾸며 달려가고 있다.
매 주말 레이싱 카트 트레이닝 및 시뮬레이션 버추어 레이싱 e스포츠에도 참여하며 성장해 나아가고 있다.
2020년부터 중학생 신분으로 e스포츠에도 적극 참여하였다. 당해 e슈퍼레이스 챔피언십에서 최연소로 활약하며, 8라운드에서는 폴포지션을 차지하는 기염을 토해냈으며, 최종 그랜드 파이널 종합 6위로 마무리 지었다.
2021년 e슈퍼레이스에 출전하며, 선발전 4위로 통과하였고, 강원 국제 심레이싱 페스타에서는 아시아 종합 2위, 국내 선수로써는 1위를 하였다.
AMX E스포츠 챔피언십 주니어 클래스에 출전하며 2회 우승과 5번의 포디움으로 종합 4등을 이뤄냈다.
현대 N 페스티벌 현대 N e페스티발 주니어컵 2021에 출전하여  아반테 N TCR차량으로 선발전 1위 통과하였고, 최종 4번의 우승과 종합 우승 챔피언으로 2022년 현대 N e페스티벌 글로벌 라운지 세계 선수권 대회 국가대표로 선발되며, 현대자동차 육성 주니어로 유럽 진출의 기회도 얻어냈다.
2022년 현대 N 페스티벌 아반테 CUP N1클래스로 데뷔. 아반테 N Cup AM 1위 2회, 3위 1회 하며, 데뷔 당해 시리즈 종합 우승을 이뤄냈다. 
2023년 현대 N 페스티벌 아반테 CUP N1 PRO 클래스로 전환 후 4라운드에 예선 첫 폴포지션을 이뤄냈으며, 6라운드에 예선 폴포지션 및 결승 폴투윈(예선 1위,결승 1위)으로 프로 데뷔 첫 우승을 이뤄냈다. 2023년 시즌 프로 데뷔와 함께 종합 3위로 시즌을 마무리했다. 

## 레이스 경력
- 국제 자동차 연맹(FIA) 라이센스 국제 KART (International)_C
- 국제 자동차 연맹(FIA) 라이센스 국내 레이스_A
- 국제 자동차 연맹(FIA) 라이센스 국내 디지털 레이스_C
- 2024년 현대 N 페스티벌 아반테 N컵 4라운드 N1클래스 PRO 3위
- 2023년 현대 N 페스티벌 아반테 N컵 N1클래스 PRO 시즌 종합 3위
- 2023년 현대 N 페스티벌 아반테 N컵 8라운드 N1클래스 PRO 3위
- 2023년 현대 N 페스티벌 아반테 N컵 6라운드 N1클래스 PRO 1위 우승
- 2023년 현대 N 페스티벌 아반테 N컵 4라운드 N1클래스 PRO 2위
- 2023년 현대 N 페스티벌 아반테 N컵 2라운드 N1클래스 PRO 2위
- 2022년 현대 N 페스티벌 아반테 N컵 N1클래스 AM 종합우승 1위 챔피언
- 2022년 현대 N 페스티벌 아반테 N컵 5라운드 N1클래스 AM 1위 우승
- 2022년 현대 N 페스티벌 아반테 N컵 4라운드 N1클래스 AM 1위 우승
- 2022년 현대 N 페스티벌 아반테 N컵 2라운드 N1클래스 AM 3위
- 2022년 현대 N e페스티벌 글로벌 라운지 세계 선수권 대회 국가 대표 선발 출전
- 2021년 현대 N e페스티벌 주니어 컵 2021 종합우승 1위 챔피언
- 2021년 e슈퍼레이스 CHAMPIONSHIP 4R 2위
- 2021년 e슈퍼레이스 CHAMPIONSHIP 3R 3위
- 2021년 강원 국제 심레이싱 페스타 국가 대표 선발 출전 All Star 2위
- 2021년 AMX ESPORTS CHAMPIONSHIP 주니어 클래스 종합 4위
- 2021년 AMX ESPORTS CHAMPIONSHIP 10R 주니어 클래스 3위
- 2021년 AMX ESPORTS CHAMPIONSHIP 8R 주니어 클래스 1위 우승
- 2021년 AMX ESPORTS CHAMPIONSHIP 7R 주니어 클래스 1위 우승
- 2021년 AMX ESPORTS CHAMPIONSHIP 5R 주니어 클래스 3위
- 2021년 AMX ESPORTS CHAMPIONSHIP 2R 주니어 클래스 3위
- 2020년 CJ대한통운 e슈퍼레이스 그랜드파이널 시리즈 종합 6위
- 2020년 문화체육관광부 장관배 KIC KART CHAMPIONSHIP ROTAX Senior 시리즈 출전
- 2019년 이태리 그랜드 파이널 세계 선수권 대회 국가 대표 선발 출전
- 2019년 일본 스즈카서킷 ROTAX 선수권 대회 출전
- 2019년 KARA KART Championship JUNIOR 종합 1위 챔피언
- 2019년 KIC-CUP 로탁스 맥스챌린지 ROTAX Junior 종합 1위 챔피언
- 2019년 KARA KART Championship 06 JUNIOR 2위
- 2019년 KIC-CUP 로탁스 맥스챌린지 04 ROTAX Junior 2위
- 2019년 KARA KART Championship 05 JUNIOR 1위 우승
- 2019년 KIC-CUP 로탁스 맥스챌린지 03 ROTAX Junior 1위 우승
- 2019년 KARA KART Championship 04 JUNIOR 1위 우승
- 2019년 KARA KART Championship 03 JUNIOR 1위 우승
- 2019년 KIC-CUP 로탁스 맥스챌린지 02 ROTAX Junior 1위 우승
- 2019년 KARA KART Championship 02 JUNIOR 1위 우승
- 2019년 KARA KART Championship 01 JUNIOR 1위 우승
- 2019년 KIC-CUP 로탁스 맥스챌린지 01 ROTAX Junior 1위 우승

- 2018년 KARA KART Championship ROTAX Junior 종합2위
- 2018년 KIC-CUP 로탁스 맥스챌린지 ROTAX Junior 종합3위
- 2018년 KARA KART Championship 04 ROTAX Junior 3위
- 2018년 KIC-CUP 로탁스 맥스챌린지07 ROTAX Junior 2위
- 2018년 KARA KART Championship 03 ROTAX Junior 3위
- 2018년 KIC-CUP 로탁스 맥스챌린지06 ROTAX Junior 1위 우승
- 2018년 KIC-CUP 로탁스 맥스챌린지05 ROTAX Junior 2위
- 2018년 KARA KART Championship 02 ROTAX Junior 2위
- 2018년 KIC-CUP 로탁스 맥스챌린지04 ROTAX Junior 2위
- 2018년 KARA KART Championship 01 ROTAX Junior 2위
- 2018년 KIC-CUP 로탁스 맥스챌린지03 ROTAX Junior 3위
- 2018년 KIC-CUP 로탁스 맥스챌린지02 ROTAX Junior 3위
- 2018년 KIC-CUP 로탁스 맥스챌린지01 ROTAX Junior 2위

- 2017년 KARA KART Championship 05 ROTAX Junior 4위
- 2017년 KARA KART Championship 01 ROTAX Junior 4위

- 2016년 KIC-CUP KART FESTIVAL 1R RMC TIME Taget 1위 데뷔

## 참고 문헌
- 현대 N페스티벌 5R 아반떼 N 프로] 서한GP 장준호, 시즌 첫 폴투윈…"아빠보다 먼저 첫승"
- 한류 카트, 이탈리아 로탁스 그랜드 파이널 출격 준비끝!
- 반환점에 다다른 카트 챔피언십 주니어 장준호, 개막 후 2연승으로 단독 선두 질주
- 장준호, 카트챔피언십 개막 3연승 누가 막을까?
- 2019 카트 챔피언십 3라운드, 장준호...3라운드도 연승 행진!
- 슈퍼레이스 카트 챔피언십서 장현진·장준호 '부자 선수' 눈길
- 레이싱 DNA 장현진 & 장준호